# Regimentul 40 Infanterie (1916-1918)
Regimentul 40 Infanterie a fost o unitate de nivel tactic care s-a constituit la 14/27 august 1916, prin mobilizarea unităților și subunităților existente la pace aparținând de Regimentul Călugăreni No. 40. Regimentul a făcut parte din organica Brigăzii 17 Infanterie, fiind dislocat la pace în garnizoana Bazargic. La intrarea în război, Regimentul 40 Infanterie a fost comandat de Generalul Stan Poetaș. Regimentul 40 Infanterie a participat la acțiunile militare pe frontul românesc, pe toată perioada războiului, între 14/27 august 1916 - 28 ocotmbrie/11 noiembrie 1918.
Drapelul de luptă al regimentului a fost decorat cu cea mai înaltă distincție de război, Ordinul „Mihai Viteazul”, clasa III:
Pentru vitejia și avântul cu care au luptat ofițerii, subofițerii și soldații acestui eroic regiment, în luptele îndârjite la care a luat parte în anul 1916, atât în Dobrogea cât și în Muntenia. Luptele pentru apărarea Bazargicului, acelea de la Kara-Kir, Kara-Omer, Mustafa-Aci, și Amzacea, au fost pe cât de grele pe atât de glorioase pentru toți acei care au înfruntat moartea sub cutele drapelului lor. În timpul omorâtorului bombardament inamic din 6-8 octombrie 1916, ofițerii și trupa regimentului au cerut să fie adus drapelul în tranșeele de la Topraisar, jurând pe el, că nu vor părăsi poziția ce le era încredințată, decât din ordin. În noaptea de 18-19 noiembrie, atacând pe inamic la Bălăria, îi capturează 3 tunuri grele, 2 baterii de câmp și peste 300 prizonieri,  iar în ziua de 19 noiembrie împreună cu un batalion de vânători, atacă cu furie pe inamic la Stâlpul și Bălăria, îl izgonește de pe ambele maluri ale Neajlovului, capturează tunuri, chervane cu muniții și peste 1800 prizonieri.
Înalt Decret no. 708 din 11 aprilie 1918

## Decorații
- Ordinul „Mihai Viteazul”, clasa III[3]